# Епархия Нью-Алма

Епархия Нью-Алма (лат. Dioecesis Novae Ulmae) — епархия Римско-Католической церкви с центром в городе Нью-Алм, штат Миннесота, США. Епархия Нью-Алма входит в митрополию Сент-Пола и Миннеаполиса. Кафедральным собором епархии Нью-Алма является Собор Святой Троицы.

## История
18 ноября 1957 года Святой Престол учредил епархию Нью-Алма, выделив её из архиепархии Сент-Пола и Миннеаполиса.

## Ординарии епархии
- епископ Альфонс Джеймс Шлэдвайлер[англ.] (28.11.1957 — 23.12.1975)
- епископ Рэймонд Альфонс Лакер[англ.] (23.12.1975 — 17.11.2000)
- епископ Джон Клейтон Нинштедт[англ.] (12.06.2001 — 24.04.2007) — назначен архиепископом-коадъютором, позднее архиепископом Сент-Пола и Миннеаполиса
- епископ Джон Марвин Левуар[англ.] (14.07.2008 — 06.08.2020)
- епископ Чэд Зелински (с 12.07.2022)

## Источник
- Annuario Pontificio, Libreria Editrice Vaticana, Città del Vaticano, 2003, ISBN 88-209-7422-3